# Port Angeles

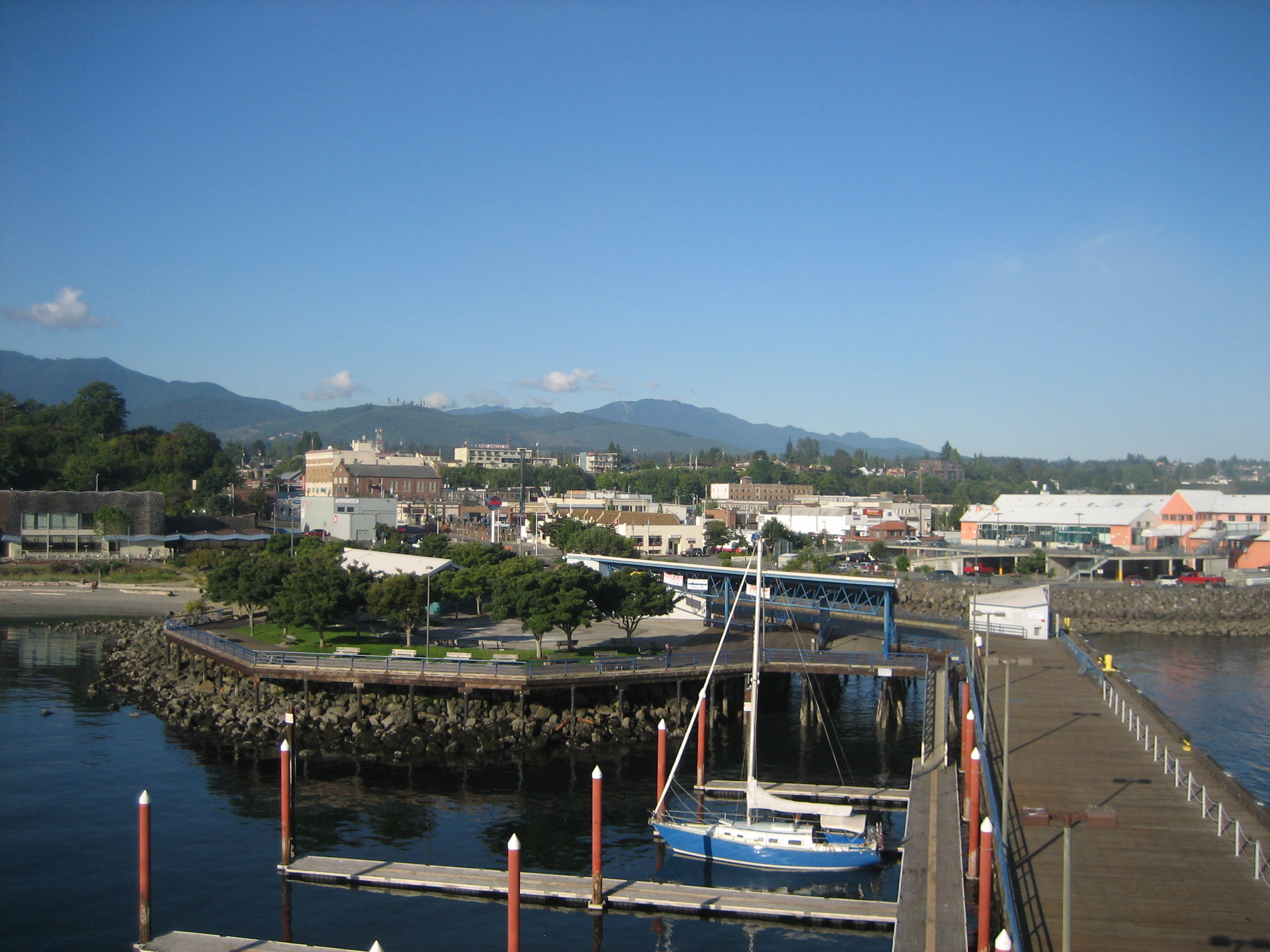
Port Angeles en agosto de 2007

Port Angeles es una ciudad situada en el condado de Clallam, dentro del Estado de Washington, en los Estados Unidos. Con una población de 18.397 habitantes es la mayor ciudad en la península Olímpica. El área alrededor de la bahía fue nombrada Puerto de Nuestra Señora de los Ángeles por el explorador español Francisco de Eliza en 1791, pero a mediados de 1800 se acortó y tradujo al inglés a su forma actual.
Actualmente conocida por ser mencionada en los libros de la saga Crepúsculo al igual que en las películas de esta saga.
La ciudad está comunicada por el Aeropuerto Internacional William R. Fairchild y un ferry que presta servicio a través del estrecho de Juan de Fuca hasta Victoria (Columbia Británica), en Canadá.

## Geografía
La ciudad está situada en el norte de la península Olímpica en el estrecho de Juan de Fuca.  Frente a la ciudad se forma un largo y estrecho banco de arena llamado Ediz Hook que crea un puerto natural de aguas profundas, protegido de las tormentas y de los predominantes vientos del este, provenientes del océano Pacífico. El puerto es lo suficientemente profundo como para proporcional anclaje a la mayoría de los buques que navegan en altamar.   El sur de la isla de Vancouver y la ciudad de Victoria (Columbia Británica) son visibles a través del estrecho hacia el norte.
Port Angeles es también la principal población dentro del Olympic National Park, que cubre la mayor parte de las Montañas Olímpicas, y que fue fundado por el presidente Franklin D. Roosevelt en 1938.

## Demografía
Según el censo del 2000, residían 18 397 personas en la ciudad, repartidas en 8.053 viviendas y 4.831 familias. La densidad de población era de 704/km².   
Distinguiendo por origen racial la población se distribuía así en el año 2000:
- 91,35% raza blanca
- 0,69% afroamericanos
- 3,26% nativos norteamericanos
- 1,29% asiáticos
- 0,17% nativos de islas del Pacífico
- 0,38% de otras razas
- 2,85% mezcla de varias razas

Las personas de origen hispano incluidas en alguna de los grupos anteriores suponen un 2.34% de la población.
De las 8.053 viviendas registradas, en el 28,1% habitaban niños menores de 18 años, en el 44,0% habitaban parejas casadas, en el 12,2% vivía una mujer sola sin marido presente, y en el 40,0% no habitaban grupos familiares.  El 34,0% de las viviendas estaban ocupadas por una sola persona, y el 15,2% eran personas solas mayores de 65 años. La media de ocupación de las viviendas era de 2,24, y el de los grupos familiares de 2,84 personas.
Distinguiendo por edades, el 23,7% de la población era menor de 18 años.  El 8,6% estaba entre 18 y 25 años, el 25,4% entre 25 y 44 años, el 23,9% entre 45 y 64 años, y el 18,4% era mayor de 65 años. La media de edad se situaba en los 40 años.  Por cada 100 mujeres había 92,1 varones; mientras que por cada 100 mujeres mayores de 18 años había 87,6 hombres.
La media de ingresos en la ciudad era de US$ 33 130, y la media de ingresos por familia de US$ 41 450. Los hombres recibían una media de US$ 33 351, frente a los US$ 25 215 de las mujeres. La renta per cápita en la ciudad era de US$ 17 903. Aproximadamente el 9,9% de las familias y el 13,2% de la población vivía bajo el umbral de la pobreza, de los que el 17,3% eran menores de 18 años y el 6,7% mayores de 65 años.

## Clima
Port Angeles está situada a la sombra orográfica de las Montañas Olímpicas, lo que hace que en la ciudad llueva mucho menos que en otras zonas del oeste de Washington.  La media de precipitaciones anual se sitúa en 25 pulgadas, frente a las 38 pulgadas de Seattle.  Las temperaturas están muy influenciadas por su ubicación marítima, con temperaturas que rara vez bajan de los 25 ⁰F en invierno y que rara vez suben de los 80 ⁰F en verano. Sin embargo, en invierno la ciudad puede sufrir las tormentas heladas del Ártico que atraviesan el estrecho de Juan de Fuca. Port Angeles suele cubrirse con unas 4 pulgadas de nieve en invierno, aunque rara vez suele permanecer mucho tiempo.
| Media de Parámetros climáticos en Port Angeles | Ene  | Feb  | Mar  | Abr | May  | Jun  | Jul  | Ago  | Sep  | Oct  | Nov | Dic | Year  |
| ---------------------------------------------- | ---- | ---- | ---- | --- | ---- | ---- | ---- | ---- | ---- | ---- | --- | --- | ----- |
| Temp. Máximas [°F]                             | 46   | 48   | 51   | 56  | 61   | 65   | 69   | 69   | 66   | 58   | 50  | 46  | 57.8  |
| Temp. mínimas [°F]                             | 34   | 36   | 37   | 40  | 45   | 49   | 52   | 52   | 49   | 43   | 38  | 35  | 42.5  |
| Precipitaciones [pulgadas]                     | 3.86 | 2.79 | 2.12 | 1.3 | 1.07 | 0.88 | 0.61 | 0.76 | 1.07 | 2.46 | 4.4 | 4.4 | 25.72 |

## Localidades adyacentes
Localidades adyacentes a un radio de 28 km a la redonda de Port Angeles. 

## Ciudades hermanadas
- Mutsu, Japón, con la que tiene un programa de intercambio de estudiantes.

## Personalidades célebres
- John Elway, jugador de fútbol americano.